# 东姑赛夫鲁阿兹
东姑赛夫鲁，SSAP，DSAP，DPNS，DPMS，SJMK，DPPN（1973年6月25日—），又译东姑查夫鲁、东姑扎夫鲁，为马来西亚银行家、投资者和企业家，也是现任国际贸易及工业部部长。在担任财政部长前，他曾就任联昌国际集团控股有限公司的首席执行官兼执行董事和联昌国际银行的首席执行官，也曾担任马来亚银行的高层经理。
东姑赛夫鲁目前也是APEC商业咨询理事会（ABAC）的成员，代表大马在亚太地区促进国际贸易和合作。此外，他同时也是马来西亚国家体育理事会的成员、首要领导基金会的受托人和马来西亚教育部下属的国家高等教育创业理事会的成员。他也是马来西亚皇家海军的海军志愿人员预备役的名誉指挥官。他自2023年担任巫统最高理事会成员。

## 政治生涯
东姑赛夫鲁自1993年以来是国阵的支持者，并在1997年成为巫统成员，此后他积极参与了巫统和国阵的活动。后来他担任银行总执行长以后，在政治活动上亦不活跃。
2020年马来西亚政治危机后，东姑赛夫鲁于同年3月9日受委为上议员，并于隔天出任马来西亚财政部长，成为马来西亚首位无党籍的财政部长。同年11月26日，东姑赛夫鲁表示截至10月31日，一个马来西亚发展有限公司（1MDB）仍然有408亿7000万令吉（本金加利息）的债务，其中2021年需要偿还的到期债务有17亿零500万令吉，这会动用1MDB资产恢复基金及政府拨款还债。
2022年7月31日，东姑赛夫鲁在实达阿南会议中心（SCCC）举行的国阵大会闭幕仪式上，受委担任雪兰莪国阵总财政一职，以接替早前宣布让位的嘉玛尤诺斯。之后在8月初兼任雪兰莪国阵的大选宣言主任。
2023年10月，他被推舉成為下任羽總會長。
2025年5月30日，他在社交媒体Instagram上宣布退出巫统，并且申请加入公正党。7月26日正式加入公正党。

## 选举成绩
| 年份 | 选区                   | 候选人 | 候选人             | 得票数 | 得票率 | 竞选对手               | 竞选对手               | 得票数 | 得票率 | 总票数 | 多数票 | 投票率 |
| ---- | ---------------------- | ------ | ------------------ | ------ | ------ | ---------------------- | ---------------------- | ------ | ------ | ------ | ------ | ------ |
| 2022 | 雪蘭莪 P096 瓜拉雪兰莪 |        | 东姑扎夫鲁（巫統） | 30,031 | 34.73% |                        | 祖基菲里阿末（诚信党） | 31,033 | 35.88% | 86,481 | 1,002  | 84.00% |
| 2022 | 雪蘭莪 P096 瓜拉雪兰莪 |        | 东姑扎夫鲁（巫統） | 30,031 | 34.73% | 莫哈末诺（伊斯兰党）   | 23,639                 | 27.33% |        | 86,481 | 1,002  | 84.00% |
| 2022 | 雪蘭莪 P096 瓜拉雪兰莪 |        | 东姑扎夫鲁（巫統） | 30,031 | 34.73% | 莫哈末赛（祖国斗士党） | 1,778                  | 2%     |        | 86,481 | 1,002  | 84.00% |

## 争议

### 高盛集团和解协议争论
2020年7月25日，东姑赛夫鲁代表国盟政府与高盛集团达成和解协议，成功追讨一个马来西亚发展有限公司丑闻（1MDB）的166亿令吉（39亿美元）相关资金。8月3日，东姑赛夫鲁在接受财经周刊《The Edge》专访时表示，前总检察长汤米·汤姆斯援引2007年资本市场和服务法令第179（c）条文提控高盛集团，并无法让涉事者受到法律制裁，最多也只能判处该公司罚款，不足以弥补1MDB的损失。相反地，时任总检察长依德利斯·哈伦扬言会援引同一法令第179（a）条文和第199条文提控高盛集团后，对方才同意和解。
汤米·汤姆斯对东姑赛夫鲁发表「无法让涉事者受到法律制裁」言论表示不满和反驳。汤米·汤姆斯表示，他是有信心能将涉案者绳之以法并且让高盛集团赔偿，才在2018年提控高盛集团，之后继续在2019年8月提控该公司17名董事。并续说「政府应该继续对高盛集团展开诉讼，成为国家在处理1MDB课题的谈判筹码，而不是达成和解。任何和解只能在审讯期间或裁决后进行。」强调「现今政府能获得比希盟前朝政府更高的和解金额，政府不管怎样也是会得到高盛集团提供的14亿美元（约59亿1499万令吉），这和能否与该高盛集团达成和解无关。」

### 101项直颁合约披露风波
2020年8月24日，东姑赛夫鲁在国会发表演讲时，披露希盟政府在执政期间，通过「直接谈判」的方式，颁发了101项合约，总额高达66.1亿令吉引起哗然，导致矛头指向前财政部长林冠英。林冠英对此解释，表示当时希盟内阁已经知晓此事。已经跳槽加入土团党的前希盟经济事务部长阿兹敏阿里则表示内阁并不知情，结果引发朝野骂战与社会舆论。
国盟巫统议员对此揶揄希望联盟违反了自己「不直接谈判」的竞选宣言，更嘲讽民主行动党是“直接谈判行动党”（DirectNego Action Party）。希盟对此挑战财政部公布所有合约详情。东姑赛夫鲁也徇众要求，公布希盟政府在执政期间，直接颁出总值66亿1000万令吉的101项工程合约详情，引起了马来西亚反贪污委员会的注意。支持国盟的马来西亚爱国党与国阵青年团也先后向反贪污委员会投报有关希盟政府通过直接谈判方式批给的101项总值66.1亿令吉合约事件，要求彻查。
林冠英对此直斥东姑赛夫鲁公布的合约详情撒了三个谎言，更点名希盟四大「叛徒部长」亦涉及直颁合同。林冠英在8月27日表示，希盟执政时透过直接谈判颁发的工程合约，总额仅3亿5200万令吉，并非东姑赛夫鲁公布的66亿1000万令吉 ，当中62亿5800万令吉是国阵执政期间的项目，指责他把帐目也算在希盟头上。东姑赛夫鲁公布的合约详情也显示了时任内政部部长慕尤丁的内政部也颁发了8项合约，一共5亿1700万令。阿兹敏的经济事务部也颁发了4项合约，一共117万令吉，祖莱达的房地部有2项合约，一共1亿7千万令吉，丽娜哈伦的乡区发展部有2项合约，一共736万令吉。其中第15项合约内容显示，慕尤丁担任内政部长期间，通过直接谈判方式，把价值2亿7000万令吉合约颁给巫统阿末扎希涉及贪污案有关的Datasonic Technologies私人有限公司。东姑赛夫鲁公布的合约详情反而导致国盟政府陷入了很尴尬的情况，希盟议员对此揶揄顺便公布其它国阵时期的合约。东姑赛夫鲁随后也表示直批工程合约并没有违反法律，因此不应该政治化有关课题。

### 潘多拉文件
2021年10月3日，国际调查记者同盟（ICIJ）公布潘朵拉文件，东姑赛夫鲁被《当今大马》根据文件揭露他在2009年1月至2010年6月期间，担任持有岸外银行的Kananga集团董事和执行委员会成员。10月4日，东姑赛夫发表澄清声明，强调他在2010年6月出任馬來亞銀行（Maybank）首席執行員（CEO）后，已辞去了Kenanga集团的所有职务。东姑赛夫鲁指出，尽管《当今大马》已经联系了他的助手并进行了澄清声明，但《当今大马》还是发表有关文章，以影射他与离岸资本投资银行（纳闽）有限公司（Capital Investment (Labuan) Limited）有关联，将在询问律师的法律建议后，采取适当的行动。10月5日，东姑赛夫鲁在国会下议院回答行动党峇眼国会议员林冠英的提问时指出，在现有法律下，任何人都可以在合法银行开设户头，包括离岸地区的合法银行。不过，所有在合法银行开设户口的人士，将会受到大马国家银行管制，或纳闽金融监管局来管制离岸地区的户头。

## 申报财产
2020年7月3日，东姑赛夫鲁向马来西亚反贪污委员会申报个人财产收入，显示东姑赛夫鲁月入9万3841令吉，总资产达2000万令吉

## 轶闻
2022年5月24日，巫统总秘书阿末马斯兰透露，声称东姑赛夫鲁在加入政府部门之前已经是巫统成员，引起在野党领袖纷纷要求他作出说明。但后者一直不予回应。之后他证实，他自1997年以来已经是巫统成员。
2025年1月，赛夫鲁发布一支农历新年贺岁短片，试图显示其理解的新年元素，但当中出现用杯子喝茶时，盏杯未与杯托一同端起，以及用筷子吃椰浆饭，拿扫把模仿武术动作，以及扮演僵尸并在其额头贴上「恭喜发财」贴纸等画面，引起非议。赛夫鲁的社交网站随后已删除该短片。

## 封衔
- 彭亨：
  -  蘇丹阿末沙效忠拿督勳章（DSAP）骑士勋章 - 拿督（2009）[41]
  -  蘇丹阿末沙效忠斯里勳章（SSAP）大骑士勋章 - 拿督斯里（2015）[41]

- 雪蘭莪：
  -  雪蘭莪王冠拿督勳章（DPMS）骑士指挥官勋章 - 拿督（2016）[41]

- 森美蘭：
  -  森美蘭效忠拿督勳章（DPNS）骑士指挥官勋章 - 拿督（2014）

- 吉兰丹
  -  吉兰丹精神斯里勋章（SJMK）- 拿督（2022）
  - 槟城拿督斯里勋章[42]（DPPN）-